# Imbert Dupuis
Imbert Dupuis (anche Du Puy o italianizzato in Umberto del Pozzo) (Montpellier, ... – Avignone, 26 maggio 1348) è stato un cardinale francese, noto come il Cardinale du Puy.

## Biografia
Nato a Montpellier, era parente, forse nipote, di papa Giovanni XXII. Fu avviato alla carriera ecclesiastica e fu prevosto di Saint-Paul-de-Frogtinan, in diocesi di Maguelonne; in seguito fu protonotario apostolico.
Fu creato cardinale presbitero dei Santi XII Apostoli nel concistoro del 18 dicembre 1327. Partecipò al conclave del 1334, che elesse papa Benedetto XII. Fu camerlengo del Sacro collegio dall'11 luglio 1340 fino alla morte; fu poi cardinale protopresbitero dall'agosto 1341. Partecipò al conclave del 1342, che elesse papa Clemente VI.
Morì in tarda età il 26 maggio 1348 ad Avignone.